# Capita Centre
Il Capita Centre è un grattacielo di Sydney in Australia.

## Storia
Progettato da Harry Seidler & Associates nel 1984 e completato nel 1989, l'edificio è stato costruito per ospitare la nuova sede della società assicurativa City Mutual, divenuta Capita nel 1987. L'edificio, costato 200 milioni di dollari, ha vinto il premio del Royal Australian Institute of Architects (NSW) nel 1991.

## Descrizione
L'edificio sorge nel CBD di Sydney e presenta un'altezza di 173 metri e 31 piani.

## Galleria d'immagini

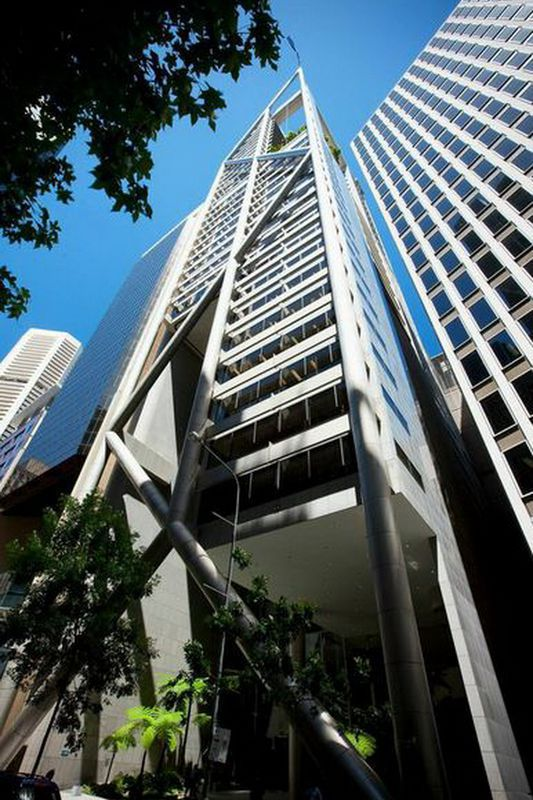
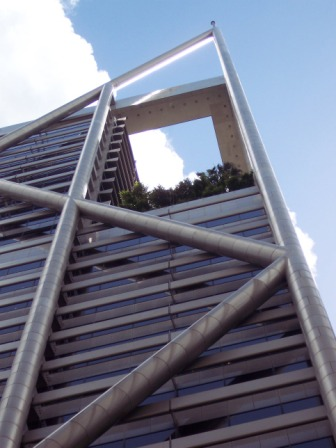
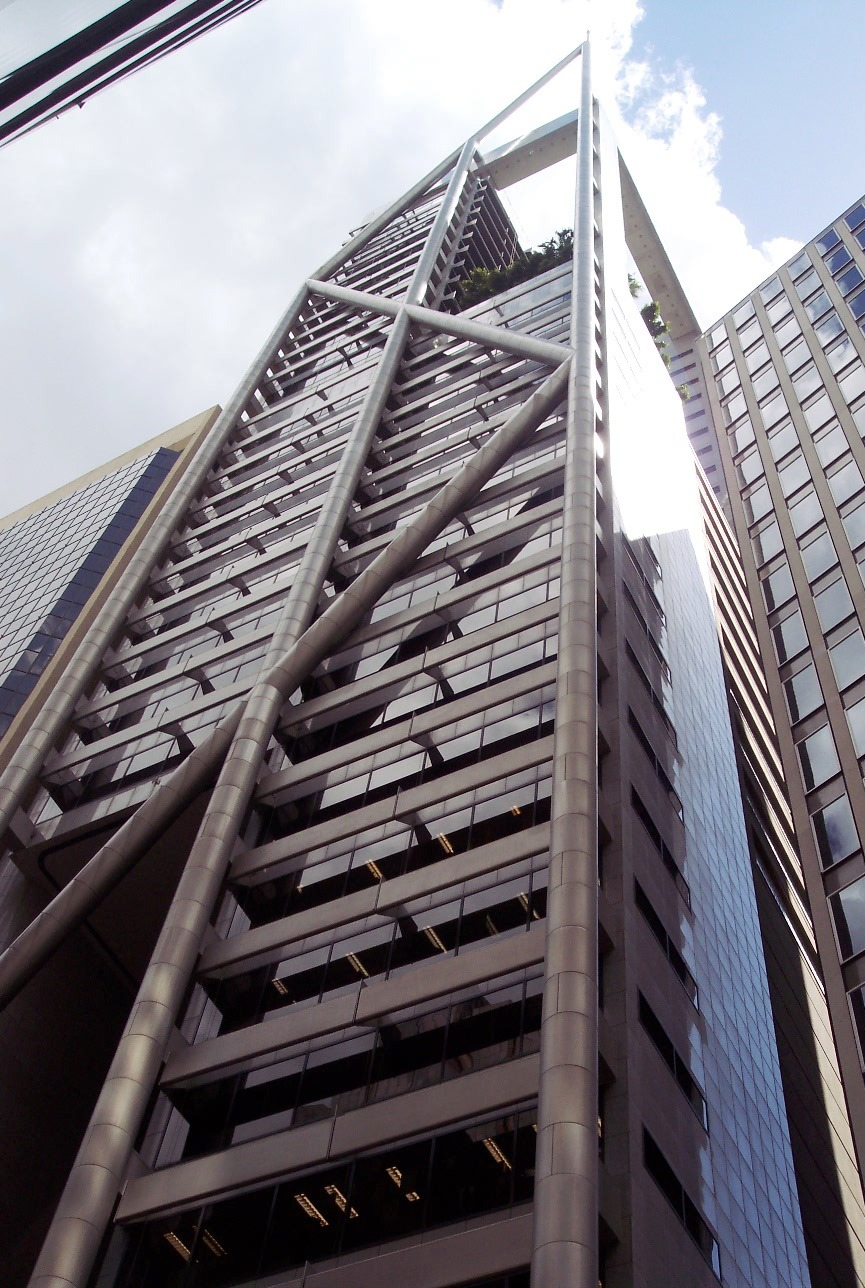